# Comuna Tînîțea, Bahmaci
Tînîțea (în ucraineană Тиниця) este o comună în raionul Bahmaci, regiunea Cernihiv, Ucraina, formată din satele Kîrpîcine și Tînîțea (reședința).

## Demografie
Componența lingvistică a comunei Tînîțea
     Ucraineană (98,42%)
     Rusă (1,15%)
     Alte limbi (0,38%)
Conform recensământului din 2001, majoritatea populației comunei Tînîțea era vorbitoare de ucraineană (98,42%), existând în minoritate și vorbitori de rusă (1,15%).